# Franco Donatoni
Franco Donatoni (ur. 9 czerwca 1927 w Weronie, zm. 17 sierpnia 2000 w Mediolanie) – włoski kompozytor i pedagog.

## Życiorys
Studiował w konserwatorium w Mediolanie (1946–1947) oraz w Bolonii (1948–1951). Jego nauczycielami byli Ettore Desderi, Adone Zecchi i Lino Liviabella. Później kontynuował studia u Ildebrando Pizzettiego na Akademii Muzycznej św. Cecylii w Rzymie. W 1953 roku poznał Bruno Madernę, pod wpływem którego zainteresował się dodekafonią. Uczestniczył w Międzynarodowych Letnich Kursach Nowej Muzyki w Darmstadcie.
Wykładał w konserwatoriach w Bolonii (1953–1955), Mediolanie (1955–1961) i Turynie, a także na Uniwersytecie Bolońskim i Accademia Musicale Chigiana w Sienie. Wśród jego uczniów znajdowali się m.in. Pascal Dusapin, Magnus Lindberg i Esa-Pekka Salonen.
W 1985 roku odznaczony francuską komandorią Orderu Sztuki i Literatury.

## Twórczość
W swojej twórczości sięgał po różnorodne awangardowe techniki kompozytorskie (dodekafonia, serializm, aleatoryzm), tworzył muzykę elektroniczną i muzykę graficzną. Skomponował m.in. balet La Lampara (1957), utwory orkiestrowe Strophes (1959), Sezioni (1960), Per orchestra (1962), To Earle Two (1972), Duo per Bruno (1975), Portrait na klawesyn i orkiestrę (1977), Movimento na klawesyn, fortepian i 9 instrumentów (1959), Orts na 14 instrumentów i lektora ad libitum (1968), Solo na 10 instrumentów smyczkowych (1969), About... na skrzypce, altówkę i gitarę (1979), The Heart’s Eye na kwartet smyczkowy (1981), Ronda na kwartet fortepianowy (1984), Sekstet smyczkowy (1985), De prés na sopran i instrument (1977), Abyss na głos żeński, flet basowy C i 10 instrumentów (1983), Cinis na głos żeński i klarnet basowy (1988).